# الطاقة في السعودية

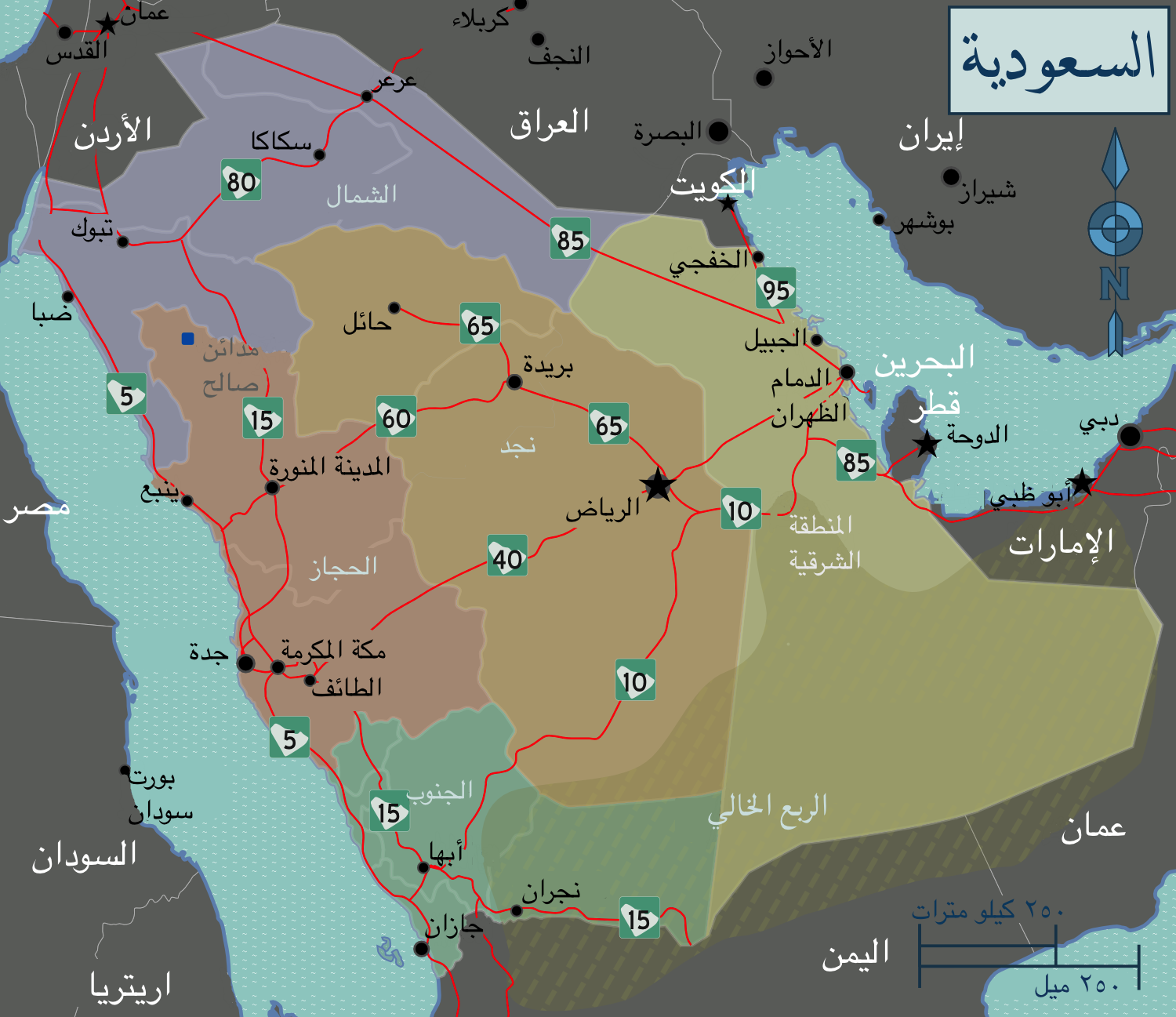
خارطة المملكة العربية السعودية

يعتبر قطاع الطاقة في السعودية المصدر الأساسي للطاقة عالميا، متمثلا في منتجات النفط والغاز الطبيعي والبتروكيماويات، ويشرف عليه وزارة الطاقة والصناعة والثروة المعدنية، وتتولى شركة أرامكو السعودية عمليات التنقيب والتكرير والأعمال المتعلقة بها، وهي أكبر الشركات في العالم من حيث القيمة السوقية، وسابع أكبر سوق للغاز الطبيعي. تصدر المملكة العربية السعودية منتجات الطاقة إلى العالم منذ 1939، عندما بدأت بنقل أول شحنة زيت على ناقلة من إنتاج بئر الدمام رقم 7. كما تملك المملكة حقل الغوّار أكبر حقل نفط في العالم، يبلغ اتساعه 280 في 30 كلم، يقع في المنطقة الشرقية بالمملكة، وينتج الحقل ما يزيد على خمسة ملايين برميل (800,000م3) من النفط يوميا أي ما يُعادل 6.25% من الإنتاج العالمي.
بدأت السعودية تعي أهمية تطوير قطاعات الطاقة الأخرى في المملكة وتأمين مستقبل طاقتها بدلا من الاعتماد على النفط كمصدر وحيد، خصوصا في ظل الارتفاع المتسارع في معدلات النمو السكاني وتزايد الطلب على الكهرباء والمياه المحلاة، بدأ ذلك عندما تم تغيير مسمى وزارة البترول والثروة والمعدنية إلى وزارة الطاقة والصناعة والثروة المعدنية لتصبح مسؤولة عن إدارة وتطوير واستغلال جميع موارد الطاقة في المملكة، وتطبيق أنظمة للحفاظ على مصادر الطاقة، كما أعلنت في 2018 عن انضمامها للاتحاد الدولي للطاقة الشمسية وتبنيها خطة الطاقة الشمسية 2030 الأكبر في العالم في مجال إنتاج الطاقة الشمسية يتولى تنفيذها صندوق رؤية سوفت بنك، تُعنى باستقبال أكبر قدر من الإسقاط الشمسي، وتوفير الموارد الخام مثل السيليكون، وتصنيع وتطوير الألواح الشمسية في السعودية. ونظرا لطبيعة المملكة الجغرافية وغنى طقسها بالأشعة الشمسية فإنها تملك طاقة إنتاجية فائقة من الطاقة الشمسية يصل حجم الاستثمارات فيها إلى 200 مليار دولار.
كذلك تسعى السعودية لتحقيق أقصى قدر من الطاقة المستدامة من خلال تقييم مصادر الطاقة البديلة في المملكة ومدى إمكانية استغلالها وزيادة مواردها، حيث أكّدت الدراسات في مدينة الملك عبد الله للطاقة الذرية والمتجددة بأن الهيدروكربونات ستظل عنصراً رئيساً في مزيج الطاقة المستهدف لعام 2032، إلى جانب الطاقة الذرية والطاقة الشمسية وطاقة الرياح والطاقة الحرارية الأرضية والطاقة المحولة من النفايات، بما يضمن الحفاظ على الطاقة وخدمات دعم الطاقة وتوطين 60% من إنتاجية الطاقة النووية و80% من الطاقة الشمسية بالاعتماد على موارد محلية.

## تاريخ
بدأ تاريخ الطاقة في السعودية عام 1930م ببوادر احتمالية وجود البترول في المملكة العربية السعودية فيه، في حين وقعت اتفاقية الامتياز للتنقيب عن البترول وإنتاجه بين حكومة المملكة وشركة (سوكال). ثم قامت شركة سوكال بتأسيس شركة تابعة لها لإدارة الامتياز (كوساك). ثم تم حفر البئر الاختبارية الأولى في الظهران في قبة الدمام. واكتشفت السعودية الزيت بكميات تجارية في بئر الدمام رقم 7 (بئر الخير).
وجرى توقيع اتفاقية ملحقة لاتفاقية الامتياز أضيفت بموجبها المنطقة المحايدة السعودية الكويتية والمنطقة المحايدة السعودية العراقية لمنطقة الامتياز. كما حملت أول ناقلة بشحنة من الزيت الخام السعودي للتصدير، وحضر الملك عبد العزيز، رحمه الله، في رأس تنورة احتفال تصدير أول شحنة من الزيت الخام من المملكة العربية السعودية على متن الناقلة د.جي. سكوفيلد. وتتابع الأحداث في تاريخ الطاقة في المملكة العربية السعودية ففي بدايات عام 1940م تغير اسم شركة كاليفورنيا اربيان ستاندرد أويل كومباني (كاسكو) إلى شركة الزيت العربية الأمريكية (أرامكو). وبدأ تشغيل معمل التكرير في رأس تنورة في عام 1945م، ثم وقعت الحكومة اتفاقية مع شركة خط الأنابيب عبر البلاد العربية (تابلاين) لإنشاء خط أنابيب لنقل الزيت السعودي عن طريق البحر الأبيض المتوسط. وأكتُشف حقل الغوار، الذي يُعدّ أضخم حقل بترول على اليابسة في العالم. ووصل معدل إنتاج الزيت الخام 500 ألف برميل يومياً، ثم جرى توقيع اتفاقية مع باسيفيك وسترن كوربوريشن بموجبها اكتسبت حق الامتيازاً في النصف المشاع من المنطقة المحايدة السعودية الكويتية. ثم أكُتشف حقل السفانية للزيت في المنطقة البحرية إذ يُعدّ هذا الحقل أكبر حقل مغمور للزيت في العالم. تلى ذلك بدء الإنتاج من حقل الغوار، وبعد ذلك بدء الإنتاج من حقل السفانية. بالمقابل منحت الحكومة الشركة التجارية اليابانية للبترول (شركة الزيت العربية المحدودة) امتيازاً في المنطقة المغمورة المحاذية للمنطقة المحايدة السعودية الكويتية. وبدأ معدل إنتاج الشركة من الزيت يتجاوز مليون برميل في اليوم على مدار عام 1958م. وبحلول عام 1960م عُين عبدالله بن حمود الطريقي، وزيراً للبترول والثروة المعدنية وبذلك تم إنشاء وزارة البترول والثروة المعدنية (وزارة الطاقة والصناعة والثروة المعدنية حاليا). في حين تعتبر مشاركة المملكة العربية السعودية لكلاً من الكويت والعراق وإيران وفنزويلا في تأسيس منظمة الدول المصدرة للبترول (أوبك) نقلة نوعية في مجال النفط. شهد عام 1961م تصدير أول شحنة من غاز البترول المسال على إحدى الناقلات من رأس تنورة. وارتفع حجم إنتاج الزيت الخام التراكمي إلى 5 بلايين برميل من تاريخ بدء الإنتاج. وأعلن تعيين أحمد زكي يماني وزيراً للبترول والثروة المعدنية خلفاً للطريقي. وفي عام 1963م أنشئت كلية البترول والمعادن (جامعة الملك فهد للبترول والمعادن حالياً). والمؤسسة العامة للبترول والمعادن (بترومين) بموجب المرسوم الملكي رقم 25 وتاريخ 25/ 6/ 1382هـ الموافق 22/ 11/ 1963م. وفي عام 1967 عثر على كميات قليلة من الزيت ودلائل غازية من قِبل شركة اوكسيراب بئر المنسية -1 في جازان. وفي ديسمبر من نفس السنة منحت الحكومة المؤسسة العامة للبترول والمعادن (بترومين) رخصة انفرادية للكشف عن البترول في جزء من الربع الخالي. وبحلول عام 1968م. أنشئت منظمة الأقطار العربية المصدرة للبترول أوابك ووقعت اتفاقية إنشائها بين المملكة والكويت وليبيا. بالعودة لتاريخ اكتشاف الغاز في المملكة والتي تعتبر سابع أكبر سوق للغاز الطبيعي، نجد أنه بعد حفر بئر برقان -1 في القطعة الشمالية بالقرب من جزيرة برقان أعتبر هذا الاكتشاف أول أكتشاف في مياه المملكة في البحرالأحمر. وانتج البئر (650) برميل في اليوم من المكثفات و 130 ألف متر مكعب من الغاز. وتوالت الاكتشافات حيث تم اكتشاف حقل الشيبة في شمال شرق الربع الخالي، الذي يبعد 800 كيلومتر جنوب مدينة الظهران. بينما في 1971م زادت نسبة إنتاج الزيت الخام عن المستويات المسجلة في عام 1970م بنسبة تزيد على 25%. ثم وقعت دول الخليج وشركات البترول اتفاقية عامة لمشاركة كل دولة بما يعادل 25% في كل امتياز وحقها في تملك نسب متزايدة في عام 1972م. شكلت المملكة في 1973م مجلس استشاري أعلى يرتبط بالملك يختص بدراسة الشؤون العامة للبترول والمعادن برئاسة النائب الثاني لرئيس مجلس الوزراء وذلك بالأمر الملكي رقم أ/214 وتاريخ 21/ 11/ 1392هـ. في 1974م تأسست الشركة العربية للاستثمارات البترولية من قِبل بعض الدول الأعضاء في منظمة الأقطار العربية المصدرة للبترول (أوابك) واتخذت من الدمام في المملكة العربية السعودية مقراً لها. بينما في 1980م انتقلت ملكية أرامكو بالكامل لحكومة المملكة بشراء باقي أسهمها. وجرى الانتهاء من إنشاء خط أنابيب يربط مرافق إنتاج الزيت في المنطقة الشرقية بمدينة ينبع على الساحل الغربي للمملكة في عام 1982م. أما في عام 1983 فقد افتتح مركز التنقيب وهندسة البترول في الظهران. وبعد ذلك بعام تحديداً في 1984م أعلن المهندس علي بن إبراهيم النعيمي أول رئيس سعودي لشركة أرامكو. وتأسست في نفس الوقت شركة فيلا البحرية العالمية المحدودة للناقلات البترولية العملاقة، التابعة لأرامكو السعودية. وأعلن في 1986 تعيين الأستاذ هشام محي الدين ناظر وزيراً للبترول والثروة المعدنية. ثم صدر لمرسوم الملكي رقم م/8 وتاريخ 4/ 4/ 1409هـ، والذي يوافق عام 1988 بتأسيس شركة الزيت العربية السعودية (أرامكو السعودية). وكان أول مشروع مشترك للتكرير والتسويق في الولايات المتحدة الأمريكية في عام 1988، أسسته شركة تابعة لأرامكو وشركة تكساكو مشروع «ستار إنتربرايز». في 1989 أعلنت السعودية عن أولى اكتشافاتها النفطية في وسط المملكة في الحوطة والدلم جنوب مدينة الرياض. كما شهدت التسعينات في المملكة تحديداً عام 1992 ظهور الغاز الحلو والمكثفات في منطقة مدين بالقرب من خليج العقبة. وكانت بداية الإنتاج من حقل الشيبة في يوليو عام 1998، أي قبل عام من الموعد المقرر لبدء الإنتاج. ومع دخول الألفية أصدر الحكومة السعودية الأمر الملكي رقم أ/212 وتاريخ 27/9/1420 ه والذي يقضي بتشكيل المجلس الأعلى لشؤون البترول والمعادن في عام 2000. وفي ذات العام افتتح مركز البحوث والتطوير، وأصبح لعلماء الشركة مركزهم الخاص بهم في الظهران. وقد توجت جهود البحث والتطوير بعدد من الإنجازات التقنية وبراءات الاختراع المسجلة دوليًا. بينما في السنوات الأخيرة تحديداً في عام 2001 بلغت طاقة معالجة معمل الغاز في الحوية 1.4 بليون قدم قياسية مكعبة في اليوم من الغاز غير المصاحب مما ساهم في تعزيز إمدادات المملكة من الغاز بأكثر من 30%، ويليها في 2002 تم شراء حصة إضافية في شركة التكرير والتسويق موتيفا من قِبل شركة التكرير السعودية.
أما في عام 2003م افتتحت المملكة معمل الغاز في حرض وقد بدأ إنتاجه في شهر يونيو. كما وقعت السعودية اتفاقية التنقيب والإنتاج مع شركة شل اكسبلوريشن بي في وشركة توتال فنتشرز العربية السعودية وشركة الزيت العربية السعودية (شركة جنوب الربع الخالي (سراك)) للتنقيب عن الغاز غير المصاحب وإنتاجه. ولم تنتهي أحداث العام حيث تأسس فيه شركة التصنيع وخدمات الطاقة (طاقة). فيما تكلل عام 2004 بثلاث اتفاقيات للتنقيب عن الغاز غير المصاحب وإنتاجه مع كل من شركة لوك أويل العربية السعودية للطاقة المحدودة دي بي ايه (لوكسار للطاقة المحدودة) وشركة ساينو السعودية للغاز المحدودة العربية السعودية وشركة انيسا للغاز المحدودة. ومن العناصر المهمة التي تم بناؤها في استراتيجيتنا الكيميائية في آسيا تأسيس المشروع المشترك (شركة فوجيان للتكرير والبتروكيماويات المحدودة) مع شركات فوجيان بتروكيميكال كومباني ليمتد، وإكسون موبيل، وتشاينا بتروليم بتروكيميكال كومباني ليمتد (سينوبك) إلى جانب حكومة مقاطعة فوجيان، للتكرير وإنتاج الإثيلين في عام 2007. في حين أنه في 2008 احتفلت شركة أرامكو بالذكرى الخامسة والسبعين لتأسيس وأقيم الحفل في الظهران، حضره الملك عبدالله بن عبدالعزيز.
وعملت أرامكو السعودية على تأسيس توتال للتكرير والبتروكيماويات (ساتورب) في مدينة الجبيل الصناعية، وهي مصفاة عالمية وتُعد سابع أكثر المصافي تعقيدًا وتطورًا على مستوى العالم، وذلك ضمن مشروع مشترك بين أرامكو السعودية وشركة توتال إس أيه الفرنسية. كما حصلت الموافقة على اتفاقية تمديد وتعديل اتفاقية الحكومة مع شركة شيفرون العربية السعودية في المنطقة المقسومة وذلك بالمرسوم الملكي رقم م/59 بتاريخ 9/ 9/ 1429هـ. بينما كانت بداية الإنتاج لأول معامل للبتروكيماويات في بترو رابغ بموجب اتفاقية الشراكة المبرمة مع شركة سوميتومو كيميكال كومباني ليمتد اليابانية في عام 2009. وشهد عام 2011 تأسيس شركة صدارة للكيميائيات، وهي مشروع مشترك بين أرامكو السعودية وشركة داو كيميكال كومباني، يعمل على لبناء وتشغيل مجمع عالمي متكامل للكيميائيات في مدينة الجبيل الصناعية. وأيضاً في ذات العام ظهرت شركة أرامكو السعودية لتجارة المنتجات البترولية، الشركة المملوكة بالكامل لأرامكو السعودية. وبحلول عام 2015 ألغي عدد من أجهزة الدولة بموجب الأمر الملكي رقم أ/69 وتاريخ 9/ 4/ 1436هـ ومن بينها المجلس الأعلى لشؤون البترول والمعادن.  وحل محله المجلس الأعلى لشركة الزيت العربية السعودية (أرامكو السعودية) برئاسة رئيس مجلس الشؤون الاقتصادية والتنمية بموجب الأمر الملكي رقم أ/139 وتاريخ 6/ 6/ 1436هـ والأمر الملكي رقم م/188 وتاريخ 10/ 7/ 1436هـ.

## النفط

صادرات السعودية عام 1960-2010

تعتبر السعودية أكبر مصدر للنفط في العالم، ويعدّ النفط والغاز الطبيعي من أهم مصادر الطاقة في المملكة العربية السعودية، وكانت بداية تاريخ النفط في المملكة عندما بدأ الملك عبد العزيز آل سعود التفكير في الحاجة إلى تطوير دخل المملكة ليساهم ذلك في نهضة الدولة الفتية، وقامت المملكة بمنح امتياز للتنقيب عن البترول للنقابة الشرقية العامة في عام 1923، وذلك قبل أن يتم توحيد البلاد، وقد انتهى ذلك الامتياز في العام 1928، حيث لم تقم النقابة بإجراء أي أعمال تنقيبية. تملك السعودية شركة أرامكو أكبر شركة مصدرة للنفط والغاز الطبيعي والبتروكيماويات في العالم.

## الغاز الطبيعي
تمتلك المملكة العربية السعودية 303 تريليون قدم مكعب من احتياطيات الغاز المؤكدة اعتبارًا من عام 2017، لتحتل المرتبة الخامسة في العالم وتمثل حوالي 4٪ من إجمالي احتياطيات الغاز الطبيعي في العالم والبالغة 6923 تريليون قدم مكعب. تمتلك المملكة العربية السعودية احتياطيات مؤكدة تعادل 78.6 ضعف استهلاكها السنوي. هذا يعني أنه يوجد حوالي 79 عامًا من الغاز المتبقي (عند مستويات الاستهلاك الحالية باستثناء الاحتياطيات غير المؤكدة). تستهلك المملكة العربية السعودية 3,858,868 مليون قدم مكعب من الغاز الطبيعي سنويًا اعتبارًا من عام 2017. تحتل المملكة العربية السعودية المرتبة السابعة في العالم من حيث استهلاك الغاز الطبيعي، حيث تمثل حوالي 2.9٪ من إجمالي الاستهلاك العالمي البالغ 132,290,211 مليون قدم مكعب. تستهلك المملكة العربية السعودية 116,578 قدمًا مكعبًا من الغاز الطبيعي للفرد كل عام (استنادًا إلى عدد سكان عام 2017 البالغ 33101179 نسمة)، أو 319 قدمًا مكعبًا للفرد في اليوم. تنتج المملكة العربية السعودية 4,231,796.45 مليون قدم مكعب من الغاز الطبيعي سنويًا (اعتبارًا من عام 2015) لتحتل المرتبة التاسعة على مستوى العالم. المملكة العربية السعودية لا تستورد أو تصدر أي غاز طبيعي (اعتبارًا من عام 2015).
يلعب الغاز الطبيعي دورا ً بارزا في تنويع مزيج الطاقة في المملكة العربية السعودية بعيداً عن الوقود القائم على النفط. وقد نمت حصة الغاز الطبيعي المستخدمة في توليد الطاقة من 44 ٪ إلى 54 ٪ بين عامي 2010 و 2017. يمثل استهلاك الغاز الطبيعي في المملكة العربية السعودية ٪37 من الطلب على الطاقة حسب إحصائيات الطاقة في عام 2018. ويعد قطاع توليد الكهرباء أكبر قطاع مستهلك للغاز والمسؤول عن حوالي ثلثي إجمالي الطلب على الغاز في المملكة، يليه قطاعا الصناعة والبتروكيماويات. وقد أدت حاجة المملكة المتصاعدة للطاقة إلى الضغط على موارد الغاز الطبيعي المحلية. ونتيجة لذلك، استخدمت المرافق المحلية كميات كبيرة من الوقود السائل القائم على النفط لتوليد الطاقة لتلبية الطلب المتبقي. ويمثل الوقود السائل (النفط الخام وزيت الوقود الثقيل والديزل) حوالي نصف جميع أنواع الوقود المستخدمة لتوليد الكهرباء، ويعتمد استخدامها على توافر الغاز الطبيعي. في عام 2017، استنزفت المملكة العربية السعودية 958 تريليون وحدة حرارية بريطانية من الوقود السائل، أو ما يقرب من 890 ألف برميل لتوليد الطاقة.
اكتُشف حقل الجافورة العملاق بطول 170 كيلومترا وعرض 100 كيلو متر، ويقدر حجم موارد الغاز في مكمنه بنحو 200 ترليون قدم مكعب من الغاز الرطب، وأعلنت السعودية أن إنتاج حقل الجافورة من الغاز الطبيعي قد يصل في حال اكتمال تطويره إلى 2.2 تريليون قدم مكعب بحلول عام 2036، كما سيحقق دخلا صافيا بنحو 8.6 مليار دولار سنويا.

## الكهرباء

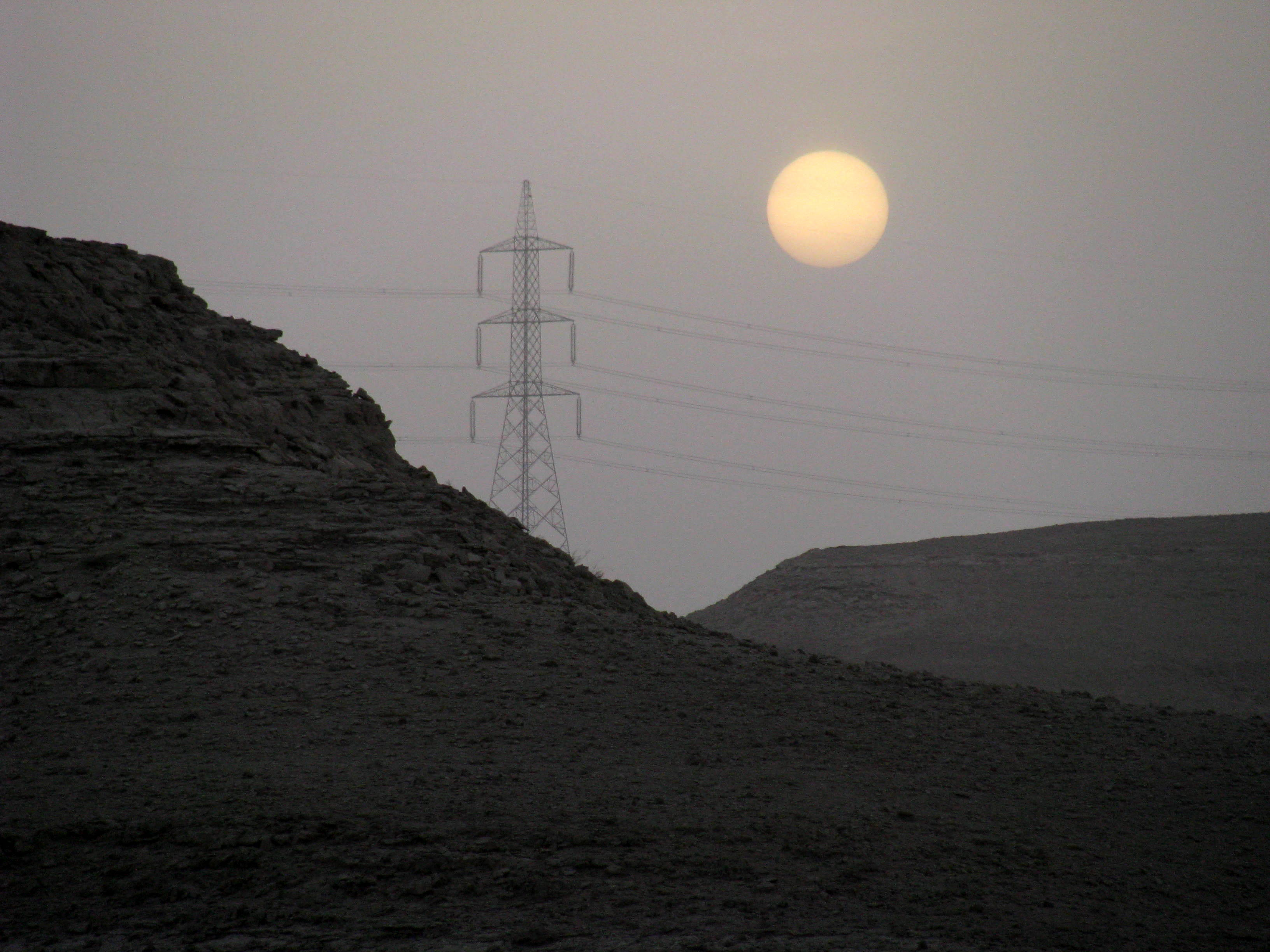
خطوط الكهرباء في الصحراء بالقرب من الرياض.

تشرف الشركة السعودية للكهرباء على قطاع إنتاج ونقل وتوزيع الكهرباء في المملكة، الذي ظهر لأول مرة في المملكة عام 1910 عندما جِيء بأول مولد للكهرباء في المسجد النبوي الشريف بالمدينة المنورة ثم في الحرم المكي الشريف بمكة المكرمة ثم بدأت بالانتشار في جميع المناطق. والطاقة الكهربائية في المملكة هي ذات ذبذبة بقوة 60 سيكل، تصنف قوتها في بعض المناطق 110 فولت وحدة كهربائية، وفي مناطق أخرى 220 فولت وحدة كهربائية. وتعتمد المملكة في إنتاج الكهرباء على الغاز الطبيعي والزيت الخام والوقود التي تساهم في إنتاج ما يقارب من 257 جيجاوات/ساعة.

### الطاقة الكهرومائية
تعد من أشكال الطاقة النظيفة الصديقة للبيئة والمستخدمة في نطاق عالمي واسع. ويتم إنتاج الطاقة عبر استخدام قوة الجاذبية األرضية. نتيجة سقوط المياه من ارتفاعات مختلفة إلدارة التوربينات المخصصة لتوليد الطاقة. بلغ اجمالي الطاقة الكهربائية (الكهرومائية) المنتجة من محطات التحلية في عام 2017 أكثر من 45مليون ميجا واط في الساعة عما كانت عليه عام 2012 23 مليون ميجا واط في الساعة تقريباً. بلغ اجمالي الطاقة الكهربائية (الكهرومائية) المنتجة من محطات التحلية للشركات المرخص لها شاملاً الهيئة السعودية للمياه أعلى مستوياته في عام 2017 حيث بلغ أكثر من 113 مليون ميجاواط في الساعة مقارنة بعام 2012 حيث كان اجمالي الطاقة الكهربائية المنتجة تقريبًا 62 مليون ميجا واط في الساعة.

## الطاقة الشمسية
كان من ضمن ما نصت عليه رؤية السعودية 2030 استغلال الطاقة الشمسية الفائقة التي تملكها المملكة بسبب مساحتها الواسعة وظروفها المناخية، والاستثمار فيها من خلال الطاقة الكهروضوئية PV، الطاقة الشمسية المركزة (الحرارية) CSP، الطاقة الكهروضوئية PV، وخصصت لذلك خطة تتماشى مع رؤية السعودية 2030 ويتولى تنفيذها صندوق رؤية سوفت بنك. ويسهم ذلك في هدف رفع الاستفادة من مصادر الطاقة المتجددة لتصل إلى مايقارب إلى 50% من مزيج الطاقة في السعودية وتم تأسيس حوالي 13 مشروعًا لتوليد الطاقة الشمسية في المملكة.

## الطاقة الذرية
بدأ استغلال الطاقة الذرية عالميا لأول مرة في مجال إنتاج الكهرباء في العام 1950م، وأصبحت الآن تشكل ما نسبته 16% من الطاقة الكهربائية المنتجة في العالم. وفي ظل تزايد الطلب على الكهرباء في المملكة تطلب الأمر الاتجاه إلى مصادر بديلة ومستدامة لتغطية الاحتياج المتزايد على الكهرباء والمياه المحلاة، حيث جاء في 2009 مرسوم ملكي يقضي بضرورة العمل على تطوير الطاقة الذرية وإدراجها ضمن منظومة الطاقة المحلية في المملكة، لتلبية المتطلبات المتزايدة على الطاقة اللازمة لتوليد الكهرباء وإنتاج المياه المحلاة وتقليل الاعتماد على استهلاك الموارد الهيدروكربونية، من خلال تأسيس مدينة الملك عبدالله للطاقة الذرية والمتجددة في 2010م، والمتخصصة في إجراء البحوث العلمية التطبيقية في مجال الطاقة الذرية والمستدامة.
لكن الخطوة الأساسية في مشوار السعودية في المجال النووي السلمي كانت عندما أعلن ولي العهد السعودي الأمير محمد بن سلمان عن رؤية السعودية 2030، والتي تتجه في أساسها إلى استغلال وتطوير موارد التنمية المستدامة، فكانت الطاقة النووية جزءا أساسيا من مبادرات تحقيق الرؤية، ومن هنا انطلق المشروع الوطني للطاقة الذرية في المملكة في العام 2016، ويستند المشروع على أربع مكونات رئيسية وهي المفاعلات النووية الكبيرة، المفاعلات النووية المدمجة الصغيرة، دورة الوقود النووي والتنظيم والرقابة.

## آثار استخدام الطاقة على بيئة المملكة
حسب دراسة للبنك الدولي فإن الانبعاثات الملوثة للهواء بالمملكة عام 1986م تقدر بحوالي مليون طن متري، وسبعمائة وخمسين ألف طن على التوالي. وهو ما يعادل 16 مرة من مستوى الانبعاثات المقدرة للمملكة خلال عام 1971م. إن تلوث الهواء من أخطر المشكلات البيئية المعاصرة والناجمة عن النمو الاقتصادي وما نتج عنه من تطور صناعي واستخدام للطاقة وتطور في وسائل النقل البري والجوي والبحري. تكمن خطور تلوث الهواء في تعرض الغلاف الجوي لمواد كيماوية أو جسيمات صلبة أو مركبات بيولوجية تسبب الضرر وا الأذى للإنسان والكائنات الحية الأخرى أو تؤدي إلى أضرار بالبيئة الطبيعية، من المواد الضارة المنبعثة في هواء المملكة: ثاني أكسيد الكبريت، وأكاسيد النيتروجين. هذه الانبعاثات المقدرة في عام 1986م تفوق تقديرات انبعاثات هذه الملوثات في عدد من الدول الصناعية كهولندا والسويد وفنلندا والبرتغال.
ارتفع عدد محطات توليد الكهرباء وتحلية المياه خلال الفترة من 1992م إلى 2012م بنسبة تصل إلى حوالي 100%، وزاد الإنتاج الصناعي حوالي 70 ٪ وتوسع استخدام زيت الوقود الثقيل بنسبة 82٪، كل هذا أدى إلى ارتفاع المعدل السنوي لانبعاث الملوثات خلال عام 2014م مقارنة بعام 1992م، فقد ارتفع معدل انبعاث ثاني أكسيد الكبريت وأكاسيد النيتروجين والدقائق العالقة بفعل عدم التقيد بالمقاييس البيئية الوطنية، بحسب دراسات البنك الدولي والهيئة العامة للأرصاد وحماية البيئة عن الحمل الكلي لملوثات البيئة بالمملكة.
يشمل قطاع استخراج وتكرير النفط عمليات التنقيب واستخراج النفط الخام والغاز الطبيعي شاملاً منصات الحفر ومناطق تحميل الزيت والغاز الطبيعي ومحطات فصل الغاز الطبيعي من الزيت الخام بالإضافة إلى مصافي تكرير البترول. ويعد هذا القطاع مصدراً ل 8% من الانبعاث الكلي لثاني أكسيد الكبريت تقريباً في المملكة، و12% من انبعاث المركبات الهيدروكربونية غير الميثان (NMHC). وتشكل الانبعاثات من محطات تحميل النفط ومن مراكز فصل الغاز من النفط الخام نسبة تصل إلى ثلثي الانبعاث الكلي من هذا القطاع بالنسبة لغاز ثاني أكسيد الكبريت و50% من NMHC؛ وتقريباً جميع الدقائق العالقة القابلة للاستنشاق (IP). تستوجب مقاييس حماية البيئة استخدام وحدة استرجاع الكبريت في المصافي بكفاءة 995% لكبح انبعاث غاز
ثاني أكسيد الكبريت إلا أن هناك أربع مصاف فقط من المصافي الثمانية العاملة تستخدم هذه التقنية. لذا فإن هناك حاجة إلى التقيد بالمقاييس المسموح بها لتركيز الكبريت في الوقود والغاز المستخدم في إنتاج الطاقة وفي غلايات وسخانات تقطير البترول للحد أو التقليل من انبعاث كل من الدقائق العالقة وأكاسيد النيتروجين إضافة إلى ثاني أكسيد الكبريت.
بحسب إحصائيات شركة الكهرباء السعودية لعام 2014م فإن المملكة تحتوي حوالي 45 محطة موزعة في جميع أرجاء البلاد، منها سبع محطات كبيرة لتحلية المياه إضافة إلى عدد آخر من المرافق الصغيرة على الساحلين الشرقي والغربي للمملكة. وقد بلغ استهلاك قطاعي الكهرباء وتحلية المياه في عام 1986م حوالي 900 بيكو جول أو ما يعادل 36% من إجمالي استهلاك المملكة من الطاقة. وفي عام 1992م وصل معدل الاستهلاك السنوي إلى 1180 بيكو جول بزيادة كلية تساوي 31% (حوالي 5% في السنة). وفي عام 2014م بلغ متوسط الاستهلاك السنوي للطاقة حوالي الضعف. واستطاع قطاع الكهرباء تحقيق هذه الزيادة من خلال الزيادة في الطلب على الإنتاج من هذه المرافق بالتوسع في استخدام زيت الوقود الثقيل والزيت الخام مما زاد من انبعاثات كل من أكاسيد الكبريت والنتروجين. ويشكل انبعاث ملوثات الهواء من محطات تحلية المياه المالحة وتوليد الطاقة الكهربائية والحرارية في المملكة في عام 2014م حوالي ثلثي (71%) من مجمل انبعاث غاز SO2 وثلث (30%) من انبعاثات الدقائق العالقة القابلة للاستنشاق و2.5% من NOX ومن المهم الإشارة إلى أن الدقائق العالقة التي تنبعث من مداخن محطات تحلية المياه ومحطات توليد الكهرباء خصوصاً بالنسبة للمرافق التي تستخدم زيت الوقود الثقيل تعتبر سامة ويؤدي التعرض لها إلى آثار سلبية على الصحة العامة للإنسان لاحتوائها على العناصر الثقيلة السامة. هذا بالإضافة إلى الآثار السلبية الأخرى على صحة الإنسان والبيئة، فضلا عن الخسائر الاقتصادية الناجمة عن تكلفة إزالة الضرر والتي تنتج من التعرض لتركيزات حادة أو مزمنة من ملوثات الهواء الأخرى الصادرة من هذه المحطات. وتشير بيانات تقدير انبعاث ملوثات الهواء من قطاع توليد الكهرباء وتوليد الطاقة الحرارية إلى أن المنطقة الغربية هي أكثر المناطق تضررé في المملكة من هذه الانبعاثات ويعزى ذلك إلى استخدام زيت الوقود الثقيل بكثافة في معظم محطات توليد الطاقة الكهربائية ومحطات تحلية المياه بالمنطقة وتصل النسبة السنوية للانبعاث في هذه المنطقة إلى حوالي 68% و30% من معدل الانبعاث الكلي لثاني أكسيد الكبريت والدقائق العالقة على التوالي.